# Mass Effect: Andromeda
A Mass Effect: Andromeda egy sci-fi szerepjáték, amit a Bioware fejlesztett, és az Electronic Arts adott ki 2017-ben. A Mass Effect játéksorozat negyedik darabja, a sorozat spin-offja, amelyet PC-re, Xbox One-ra és PlayStation 4-re adtak ki. A cselekmény a XXIX. században játszódik, az Androméda-galaxisban, ahol is az emberiség és más, a korábbi játékokból megismert fajok is azt tervezik, hogy megvetik a lábukat. A játékos egy ikerpár, Scott és Sara Ryder valamelyik tagját irányítja, mint különösebb katonai tapasztalattal nem bíró újoncot, aki csatlakozott az apjuk által vezetett Androméda Kezdeményezéshez, mely 634 éves utazást követően érkezett meg a szomszédos galaxisba. Az események úgy alakulnak, hogy a játék főhőse lesz az új felfedező (Pathfinder), akinek meg kell találnia azt a bolygót, ahol a telepesek lakhatnak. Kalandjai során egy rosszindulatú idegen fajba, a Kettbe botlik, valamint egy Remnant néven ismert szintetikus intelligenciába.
A Mass Effect: Andromeda könnyedebb hangvételű, mint elődei, sokkal nagyobb terepet kapott a nyílt világ felfedezése. Átdolgozásra került a harcrendszer is, ami az elődökhöz képest mozgalmasabb lett. A fejlesztést nem az eredeti trilógiát készítő edmontoni csapat végezte, hanem egy új, amit Montrealban hoztak létre. A munka nem volt zökkenőmentes, stábtagok jöttek-mentek, és a koncepciót is sokszor alakították át. A legnagyobb gondot a régi játékelemek implementálása okozta az új, Frostbite 3 grafikus motorhoz. A megjelenést követően a Bioware több javítást is kiadott, de az ígéretekkel ellentétben egyjátékos kiegészítőket már nem adtak ki hozzá.
Megjelenésekor vegyes kritikákat kapott; sokan dicsérték a harcrendszert, az atmoszférát, és a vizuális megvalósítást, ugyanakkor a történet, a karakterek ábrázolása, és a technikai problémák negatív véleményeket váltottak ki.

## Játékmenet
A Mass Effect: Andromeda egy akcióközpontú szerepjáték, amelyben a főhőst, Scott vagy Sara Rydert a játékos harmadik személyű nézetből irányíthat. A karakterek külseje, illetve a keresztneve szabadon megváltoztatható, a főhős apja, Alec, az általunk megszabott kinézet szerint néz majd ki. Amennyiben végigvittük a játékot, egy új, New Game+ játékmód aktiválható, melyben különféle bónuszok mellett azt is kiválaszthatjuk, hogy a másik karakterrel visszük végig újra. Ebben a módban lehetőség van a további szabad barangolásra is, és befejezni a félbehagyott mellékküldetéseket.
Az előző részekkel ellentétben, amelyekben már a játék elején hatféle karakterosztály közül kellett választanunk, melyek mindegyikének egyedi fejlődési fája volt, itt a fejlesztés iránya szabad, legfeljebb bizonyos időközönként választhatunk speciális képzettségeket. Például ha jellemzően a biotikus képességeket fejlesztjük, akkor egy idő után Ryder megkaphatja az Adeptus speciális képzettséget, ami már ehhez kapcsolódó bónuszokat ad. A küldetések során tapasztalati pontokat szerezhetünk, melyek száma nincs korlátozva. Elegendő pont megszerzése után kerül sor a szintlépésre, melynek során fejleszthető egy képesség a fán. A pontok nem fixek, tehát szabadon visszavonhatóak és átrakhatóak más képzettségekre, ha úgy gondoljuk.
A nem játékos karakterekkel való interakció hasonló az elődhöz: egy többosztatú tárcsán kell kiválasztanunk a megfelelő párbeszédet. Ezek négyféle kategóriába eső válaszok: érzelmes, logikus, professzionális, és laza. Általában véve egy beszélgetés során ki kell fejeznünk, ha az adott illetővel egyetértünk, vagy hogy épp nem értünk egyet. Bizonyos beszélgetések során speciális lehetőségek is megjelennek, melyeket az adott pillanatban, egy gomb megnyomásával aktiválhatunk (pl. lőhet egyet karakterünk). A beszélgetések során egyes karakterekkel baráti, sőt romantikus kapcsolat is kialakulhat. Mind a párbeszédek, mind a küldetések során olyan döntéseket kellhet meghoznia hősünknek, amik nem egyértelműen jók vagy rosszak, ezzel némiképp eltérve a korábbi epizódok Példakép/Renegát rendszerétől.
Barangolásaink színhelye az Androméda-galaxis Héleusz-halmaza, amelyben egy Tempest nevű hajóval navigálhatunk. A célállomást egy galaxistérképen kiválasztva adhatjuk meg. Öt fő bolygó, és tucatnyi kisebb helyszín található, amelyeken a cselekmény játszódik. A mellékküldetések során jellemzően ellenséges bázisokat kell kifüstölnünk, objektumokat kell megvizsgálnunk, illetve a csapattársak lojalitás-küldetéseit kell teljesítenünk. Küldetések teljesítésével szerezhetünk pontokat, melyeket a kolonisták hibernációból való felébresztésére költhetünk, és akik így növelik az adott bolygók lakhatóságát. Mindegyik bolygót egy főellenfél védi, akit elsőre lehet, hogy nem is tudunk legyőzni, hanem később kell visszatérni.
A bolygók nyílt világúak, melyeket a Nomád névre hallgató hatkerekű járművel járhatunk be. Bejárás közben ásványokat bányászhatunk, a felfedezett területeket pedig később már gyorsan elérhetjük. Az egyes küldetések egy naplóban kerülnek vezetésre, melyeket kiemelve fókuszba helyezhetjük azokat, és a térképen is láthatóvá válnak. Bizonyos bolygókon a környezeti körülmények is veszélyt jelenthetnek ránk, erre is oda kell figyelnünk. A játék során felvett tervrajzok alapján fegyvereket és páncélokat állíthatunk össze, melyeknek saját nevet adhatunk.
A harcrendszer valós idejű, azonban, ellentétben a korábbi epizódokkal, nem tudjuk pillanatokra megállítani a játékot, hogy egy képességet kikeresve aktiváljuk azt, vagy hogy célozzunk. Amikor fedezék közelébe érünk, Ryder automatikusan elbújik mögé, de a játék inkább arra bátorítja a játékost, hogy ne lesből, hanem a harcmezőn csapjon össze az ellenfelekkel. Tűzerővel, közelharccal, vagy speciális fegyverekkel (pl. lángszóró) küzdhetjük le az ellenfeleket, három különböző aktív képesség segítségével. A kiválasztott képességeket csoportokba rendezhetjük és váltogathatunk köztük, az adott helyzetnek megfelelően. A felhasznált képességeknek mindig van egy újratöltési ideje, ez idő alatt nem használhatóak. Egyes fegyverek lőszerrel működnek, mások pedig szimplán csak túlmelegednek, ha sokat használjuk őket, és várnunk kell, hogy lehűljenek (hasonlóan az eredeti Mass Effect első részéhez).
A játék többjátékos üzemmódot is kapott, amelyben másokkal csapatba verődve kell a hordaszerűen érkező ellenségekkel végezni, és közben küldetéseket teljesíteni. A játék előtt lehetőségünk van karaktert és fegyvert választani, valamint finomhangolni a képességeinket. Ebben az üzemmódban nemcsak emberi karaktert választhatunk. Sikeres küldetések után tapasztalati pontokat és krediteket kaphatunk – utóbbiak segítségével vásárolhatunk meg új elemeket. Az egyjátékos módnak semmilyen kihatása nincs a többjátékosra, attól teljesen független.

## Történet
A játék története 2185-ben indul, azaz a Mass Effect 2 és a Mass Effect 3 eseményei között. A Fellegvár Tanácsának népei, valamint a kvariánok úgy határoznak, hogy az Androméda Kezdeményezés nevű projekt berkein belül kolonizációs programot indítanak az Androméda-galaxisba. Minden faj húszezer önkéntest indít a 600 évig tartó, csak odafelé tartó útra, mégpedig a galaxis Héleusz-halmazába. Hibernációs hajókon, úgynevezett bárkákon utaznak, melyek mindegyike választ magának egy vezetőt (ő a Pathfinder). Amint a fajok 2819-ben elérik a céljukat, a tervek szerint egy Nexus nevű űrállomást építenek, amely a Fellegvárhoz hasonlóan egyszerre kormányzati és diplomáciai központ, lakóövezet, és a Pathfinderek központja. Mivel időben és térben is máshol játszódik, mint az alapjátékok, így azokra (Liara T'Soni hologramfelvételen történő cameo-szerepét leszámítva) semmilyen utalás nem történik.
A főhős, a játékos választása szerint, vagy Sara, vagy Scott Ryder (szinkronhangja Fryda Wolff vagy Tom Taylorson). Apjuk, Alec Ryder, az emberiség Pathfindere (Clancy Brown), azt a feladatot kapta, hogy keresse meg az emberiség számára lakhatásra legalkalmasabb bolygót. Fontosabb szerepet kap még a játékban a biotikus kommandós Cora Harper (Alec jobbkeze), a biztonsági szakember Liam Cosra, az aszári Pelessaria B'Sayle, a veterán krogan harcos Nakmor Drack, a turián zsoldosnő Vetra Nyx, és az újonnan bemutatásra kerülő angara faj harcosa, Jaal Ama Darav. Csapattársak még a szalarián pilóta Kallo Jath, az aszári doktornő Lexi T'Perro, a tudományos tiszt Suvi Anwar, a mérnök Gil Brodie, és a mesterséges intelligencia SAM.
2819-ben megérkezik az emberiség Hyperion nevű bárkája, melyet egy sötét energiafelhőből érkező csapás átmenetileg üzemképtelenné tesz, s ami miatt Ryder testvére kómába esik. Alec Ryder közli Ryderrel és Cora Harperrel, hogy az eredetileg kinézett bolygó valószínűleg nem alkalmas lakhatásra. Azért egy csapat élén mégis leszállnak, ám a landolás a barátságtalan környezetben nem megy simán: lezuhannak és elválnak egymástól. Miközben Ryder keresi a többieket, találkozik az erőszakos, kett nevű idegen fajjal, valamint egy furcsa, szintetikus idegen faj, a Remnant által épített struktúrák maradványaival. Ryder és Alec találnak egy terminált az egyik ilyen monolit belsejében, amit Alec abban a reményben aktivál, hogy talán ki tudja valahogy iktatni azt a szüntelen villámlást, ami kvázi lakhatatlanná teszi a bolygót. Csakhogy egy óriási csapás mindkettejüket hátrataszítja; Ryder sisakja megsérül, és a biztos halál várna rá, ám apja, önfeláldozó módon, átadja neki a sajátját, hogy ő maradjon életben. Miután Ryder magához tér, és azt tapasztalja, hogy közvetlenül tud kommunikálni a SAM nevű, általuk hozott mesterséges intelligenciával, kiderül számára, hogy apja őt szánta a következő Pathfindernek.
A Hyperion elhajózik a Nexushoz, ám azt tapasztalják, hogy csak félkész, ráadásul nyoma sincs a többi fajnak. Megtudják a Nexus vezetésétől, hogy az eddig felfedezett bolygók mind lakhatatlanok, így aztán a program hamvába holt. Ez lázadásokhoz és az élelmiszerkészletek megcsappanásához vezetett. Ryder feladata így most már kettős: találnia kell egy lakható bolygót, ugyanakkor meg kell találnia a többi faj bárkáját is. Segítségére van a Tempest nevű hajó, amelynek kapitánya Kallo Jath.
Első útja a sivatagos bolygóra, az Eosra vezet, ahol Nakmor Drack és Peebee csatlakozik a csapathoz. SAM segítségével talál egy újabb Remnant-építményt, amelyet aktiválva a bolygó lakhatósága drámai mértékben javul. Ennek köszönhetően létrejön az első telepes kolónia az Androméda-galaxisban. Ryder felfedez egy térképet is, ami megmutatja azokat a bolygókat, ahol hasonló eszközök lehetnek elrejtve.
További útjuk során belebotlanak a kett flottába, amely ellenségesen lép fel velük szemben, és egy űrviharon keresztül kell menekülniük, ami megrongálja a hajót. Leszállnak az Aya bolygón, ahol egy új, ismeretlen fajba, az angarába botlanak. Az angarák partizánháborút vívnak az őket leigázni akaró kettel szemben. Ryder bizonyítja jószándékát azzal, hogy két bolygón is segít nekik, és egy angarát fel is vesz a csapatába. Ezenkívül megment egy magas rangú angarát, Moshae Sjefát egy kett üzemből. Itt fedezi fel a kett módszereit: egy különleges genetikai megoldással, az úgynevezett egzaltációval átalakítják az angarákat, hogy kett legyen belőlük. Megtudják, hogy a kett vezető, az Arkhón egy Meridián nevű eszközt keres – ez az, amivel a Remnant-bolygókat irányítani lehet. Ryder meg akarja állítani őket, ezért a zászlóshajójuk nyomába ered. Itt megtudja, hogy a kett elfogta a szalarián bárkát, és a Kezdeményezés számos fajával elkezdtek kísérletezni. Ryder kiszabadítja őket és megtudja a Meridián helyét is.
A feltételezett helyen egy ősi Remnant-város található. Maga az eszköz egyfajta Dyson-gömb, amit elvittek a helyéről, emiatt megszakadt a kapcsolat a bolygók közt, amelyek ezért lakhatatlanná váltak. Az Arkhón megtámadja az emberiség hajóját, leválasztja Rydert SAM-ről, és elrabolja az ikertestvérét is, úgy vélve, hogy a belé épített implantátummal meg tudja kaparintani a Meridiánt. Ryder aktiválja a Remnant flottát, és a többi nép segítségével támadást indít a kett ellen. Ryder és ikertestvére legyőzik az Arkhónt, leválasztják a Meridiánról, és megölik. Rydert hősként tisztelik, miután a Meridián segítségével lakhatóvá tett több bolygót is.
A stáblista utáni jelenetben látható, hogy az Arkhón jobbkeze, Primus, figyeli a Meridiánt, egy esetleges jövőbeli fenyegetést előkészítve.

## Fejlesztés
A játék fejlesztője a BioWare volt, amely az eredeti trilógiát is készítette, a kiadó pedig a második és a harmadik epizódot is kiadó Electronic Arts volt. A korábbiakkal ellentétben ezt nem a BioWare edmondoni stúdiója, hanem újonnan alapított montreali stúdiója készítette. Minderre azért volt szükség, mert az edmontoni stúdió ekkor már javában dolgozott az Anthem nevű új játékukon. A fejlesztők nagy része az eredeti trilógia rajongója volt, és kimondottan azért jöttek a céghez, hogy egy új Mass Effect játékon dolgozhassanak.
A munkák 2012-ben, közvetlenül a Mass Effect 3 után kezdődtek. Az első döntés, amit meghoztak, hogy a játékban nem fog szerepelni Shepard parancsnok. Ennek köszönhetően több területen is változtathattak, mint például a Példakép/Renegát morálrendszer, amely szerintük túlságosan is a karakterhez kötődött. Az eredeti tervek egy előzménytörténetről szóltak volna, de ettől később elálltak. Egy új trilógia helyett csak egy játékra koncentráltak, hogy nagyobb alkotói szabadságot élvezzenek.
Annak ellenére, hogy tiszta lappal kezdtek, pár elemet mégis átmentettek: ilyen volt a járművel közlekedés a bolygók felszínén, vagy a lojalitás-küldetések egyes csapattagoknál. Okulni igyekeztek a Mass Effect 3 példájából is, ahol a rossz befejezés miatt a rajongók elégedetlenek voltak, és úgy érezték, az tönkrevágta az egész addigi játékélményt.
A Mass Effect: Andromeda alapvetően nyílt világú és megadja a játékosnak a teret a felfedezéshez. Emellett a hangulata is sokkal könnyedebb, nincs a játékosnak az az érzése, hogy hagyja a világot elpusztulni, miközben mellékküldetéseket csinál. A Dragon Age: Inquisition intő példáját szem előtt tartva igyekeztek elkerülni a sablonos és tét nélküli feladatokat. Eredetileg randomgenerátor segítségével készültek volna el a különféle bolygók is, de az erőforráshiány és a nehézkesen játékba illeszthetőség miatt ezt elvetették – ekkor azonban már másfél éve készült a játék, ezért számos dolgot elölről kellett kezdeni.
Körülbelül 200 fejlesztő dolgozott a játékon, 100 millió kanadai dolláros büdzsével, amiben benne volt a marketing és a piackutatás is. Eredetileg Gérard Lehiany volt a rendező, az eredeti trilógiát rendező Casey Hudson pedig executive producer lett, egészen 2014-ben történő távozásáig. Ugyanebben az évben Lehiany is ment, helyére Mac Walters érkezett, aki korábban a Mass Effect-sorozat írója volt. Általánosságban elmondható, hogy a fejlesztést a belső instabilitás jellemezte, és számos munkatárs hagyta ott a csapatot a fejlesztés közben.
A játék grafikus motorja a DICE által fejlesztett Frostbite 3 lett, ami azzal járt együtt, hogy a BioWare-nek az alapoktól kellett újraalkotnia valamennyi fejlesztői eszközt, ugyanis a trilógia még az Epic Games Unreal Engine-jével készült. A fejlesztők tudták, hogy nem lesz egyszerű dolguk, mert a Dragon Age: Inquisition esetében már egyszer meglépték ugyanezt, és akkor is iszonyú nehéz dolguk volt, mert a Frostbite alapvetően nem szerepjátékokhoz lett kitalálva. Hogy optimalizálják a motor képességeit, a BioWare a Frostbite fejlesztőinek segítségét is igénybe vette. A karakteranimációkkal meggyűlt a csapat baja, különösen ami a karakterek arcát illeti, aminek a használt programok bonyolultsága, a létszámhiányos fejlesztői csapat, és az elhúzódó fejlesztés volt az oka.
A Frostbite motorra áttéréssel együtt lehetségessé vált az egyjátékos és a többjátékos mód harcrendszerének egyesítése. Korábban az egyjátékos mód lassabb, a fedezékbe húzódást preferáló volt, míg a többjátékos gyorsabb tempójú és akciódús. Itt az utóbbi felé akarták eltolni az egész játékmenetet, azzal, hogy lehetőség szerint a játékos mindig legyen mozgásban és mindenre legyen egy stratégiája. Ennek érdekében több lett a nyílt terep, ahol az ellenfelek, a komplexebb mesterséges intelligenciának köszönhetően, képesek voltak több irányból is támadni.
A játék zenéjét John Paesano szerezte, kivéve a night clubokban és egyéb más helyeken szólókat, amelyeket edmontoni producerek. A zene hangulatára elmondható, hogy a Szárnyas fejvadász inspirálta, és az organikus, valamint a szintetikus hangzás elemeit kombinálja.
Egy héttel a megjelenést követően a játék már meg is kapta első nagyobb javítását, ami a szájszinkront és a galaxistérképen történő haladás tempóját is javította. A második javítás a bejátszásokon javított, a harmadik, utolsó patch pedig júliusban érkezett.

## Fogadtatás
A játék vegyes kritikákat kapott. Egy héttel a megjelenése előtt már játszhatóvá tették az EA Access programon keresztül az első 10 óráját, és már ekkor köznevetség tárgyává vált a rossz arcanimáció. Rajongók egy csoportja tévedésből a játék egy vezető programozójának hitt egy illetőt (aki korábban valóban dolgozott az EA-nél), és zaklatni kezdték emiatt.
Egyértelműen nem kapott olyan jó fogadtatást, mint elődei, főként a cselekményt érték kritikák, valamint a számos technikai problémát. Ugyanakkor dicsérték a látványvilágot és a harcrendszert. Ugyan az eredeti tervek közt nem szerepelt, a BioWare gondolt a történet továbbvitelére. A negatív fogadtatás miatt azonban a tervezett egyjátékos DLC sem jelenhetett meg, és a folytatás is lekerült a napirendről.